# Entephria bastelbergeri
Entephria bastelbergeri är en fjärilsart som beskrevs av Rudolf Püngeler 1902. Entephria bastelbergeri ingår i släktet Entephria och familjen mätare. Inga underarter finns listade i Catalogue of Life.